# Гранд-Репідс 33
Гранд-Репідс 33 (англ. Grand Rapids 33) — індіанська резервація в Канаді, у провінції Манітоба, у межах невключеної частини переписної області №21.

## Населення
За даними перепису 2016 року, індіанська резервація нараховувала 868 осіб, показавши зростання на 21,2%, порівняно з 2011-м роком. Середня густина населення становила 49,2 осіб/км².
З офіційних мов обидвома одночасно володіли 10 жителів, тільки англійською — 850, а 5 — жодною з них. Усього 210 осіб вважали рідною мовою не одну з офіційних, з них усі — одну з корінних мов.
Працездатне населення становило 35,1% усього населення, рівень безробіття — 25,6%.
Середній дохід на особу становив $20 351 (медіана $16 368), при цьому для чоловіків — $17 540, а для жінок $23 029 (медіани — $14 848 та $17 472 відповідно).
19,8% мешканців мали закінчену шкільну освіту, не мали закінченої шкільної освіти — 62,2%, 18,9% мали післяшкільну освіту, з яких 9,5% мали диплом бакалавра, або вищий.
| Статево-вікова структура населення | Статево-вікова структура населення | Статево-вікова структура населення | Статево-вікова структура населення | Статево-вікова структура населення |
| ---------------------------------- | ---------------------------------- | ---------------------------------- | ---------------------------------- | ---------------------------------- |
|                                    |                                    |                                    |                                    |                                    |
| Всього                             | Всього                             | 50,6%49,4%                         |                                    |                                    |
| 0 — 14 років                       | 0 — 14 років                       |                                    | 36,4%                              | 36,4%                              |
| 15 — 64 років                      | 15 — 64 років                      |                                    | 57,2%                              | 57,2%                              |
| 65 і більше                        | 65 і більше                        |                                    | 6,4%                               | 6,4%                               |
| Середній вік (років)               | Середній вік (років)               | 27,528,7                           | 28,1                               | 28,1                               |
| Медіана (років)                    | Медіана (років)                    | 21,223,0                           | 22,2                               | 22,2                               |
| — чоловіки — жінки                 |                                    |                                    |                                    |                                    |

| Походження мешканців:     | Походження мешканців:     | Походження мешканців: | Походження мешканців: | Походження мешканців: |
| ------------------------- | ------------------------- | --------------------- | --------------------- | --------------------- |
| Походження                |                           |                       | осіб                  | %                     |
| Корінні американці        | Корінні американці        |                       | 865                   | 99.43%                |
| Інше північноамериканське | Інше північноамериканське |                       | 0                     | 0%                    |
| Європейське               | Європейське               |                       | 45                    | 5.17%                 |
| британське                | британське                |                       | 30                    | 3.45%                 |
| французьке                | французьке                |                       | 10                    | 1.15%                 |

## Клімат
Середня річна температура становить 0,6°C, середня максимальна – 21,9°C, а середня мінімальна – -25,6°C. Середня річна кількість опадів – 486 мм.
| Клімат поселення                              | Клімат поселення | Клімат поселення | Клімат поселення | Клімат поселення | Клімат поселення | Клімат поселення | Клімат поселення | Клімат поселення | Клімат поселення | Клімат поселення | Клімат поселення | Клімат поселення | Клімат поселення |
| Показник                                      | Січ.             | Лют.             | Бер.             | Квіт.            | Трав.            | Черв.            | Лип.             | Серп.            | Вер.             | Жовт.            | Лист.            | Груд.            |                  |
| Середній максимум, °C                         | −13,74           | −9,9             | −2,98            | 6,63             | 14,47            | 20,60            | 21,90            | 20,86            | 14,02            | 7,13             | −3,17            | −12,91           |                  |
| Середня температура, °C                       | −19,68           | −15,82           | −8,91            | 0,71             | 8,55             | 14,68            | 18,60            | 17,51            | 10,69            | 3,82             | −6,5             | −16,24           |                  |
| Середній мінімум, °C                          | −25,6            | −21,74           | −14,84           | −5,22            | 2,63             | 8,75             | 15,27            | 14,19            | 7,36             | 0,48             | −9,83            | −19,57           |                  |
| Норма опадів, мм                              | 17               | 13               | 23               | 23               | 44               | 74               | 72               | 69               | 62               | 41               | 27               | 21               |                  |
| Середньомісячна швидкість вітру, м/с          | 3.60             | 3.70             | 3.70             | 3.90             | 3.90             | 3.90             | 3.50             | 3.60             | 3.99             | 4.10             | 4.08             | 3.80             |                  |
| Середньомісячна сонячна радіація, кДж/м²·день | 3633             | 7279             | 12675            | 17646            | 20661            | 21428            | 21047            | 17525            | 11522            | 6573             | 3525             | 2631             |                  |
| --------------------------------------------- | ---------------- | ---------------- | ---------------- | ---------------- | ---------------- | ---------------- | ---------------- | ---------------- | ---------------- | ---------------- | ---------------- | ---------------- | ---------------- |
| Джерело:                                      |                  |                  |                  |                  |                  |                  |                  |                  |                  |                  |                  |                  |                  |